# اسلام در ایران
آشنایی ایرانیان با اسلام را می‌توان به دورهٔ محمد (پایه‌گذار اسلام) و سلمان فارسی — که از اولین ایرانیان مسلمان بود — مرتبط دانست؛ زیرا بر پایه برخی منابع اسلامی ادعا شده که محمد نامه‌ای به شاه ایران خسرو پرویز فرستاد و هنوز مترجم از خواندن نامه فارغ نشده بود که خسرو پرویز با عصبانیت نامه را از مترجم گرفت و پاره کرد؛ البته سندیت این رویداد و وجود چنین نامه‌ای مورد تردید است. اسلام آوردن ایرانیان، فرایندی پیچیده و تدریجی تاریخی بوده که چند قرن طول کشیده و از ناحیه‌ای به ناحیه دیگر، تفاوت داشته و انگیزه و نیروی محرک آن در موارد گوناگون، متفاوت بوده است.
با ظهور دانشمندانی مسلمان، برخی علوم پیشرفت کرد و پس از ایجاد وقفه‌ای، ادبیات و موسیقی در ایران توسعه یافت.
در ایران، اسلام دین رسمی کشور و بنابر آمار سازمان سیا در سال ۲۰۱۴ میلادی، دین ۹۹٫۴ درصد جمعیت این کشور بود که ۹۵–۹۰ درصد آنان شیعه و ۱۰–۵ درصد آنان نیز سنی محسوب می‌شدند اما برپایهٔ نظرسنجی مؤسسهٔ گمان در سال ۲۰۲۰، نزدیک به ۴۷ درصد از جمعیت بالای ۱۹ سال ایران دین‌ناباور (اعم از: خداناباور، انسان‌گرا، ندانم‌گرا، معنویت‌گرا و عرفان‌گرای دین‌ناباور و غیره) شده‌اند.

## پیشینه

### تغییر دین
اسلام آوردن ایرانیان یا گرایش ایرانیان به اسلام، فرایندی پیچیده و تدریجی بود. فرایند مسلمان شدن ایرانیان از زمان محمد در سرزمین حجاز، شروع شد (ایرانیان بسیاری در یمن ساکن بودند). در زمان حمله مسلمانان به ایران اولین گروندگان به اسلام، سربازان ایرانی و سران محلی بوده‌اند که به گفته التون دانیل این گرایش، تنها اسمی بوده و برای حفظ موقعیت و جایگاه در حکومت جدید صورت گرفته است.
تصرف ایران، به‌طور مستقیم باعث تغییر دین نشد و دو قرن و نیم طول کشید تا بیشتر ایرانیان مسلمان شوند. به گفته همایون کاتوزیان حکومت در ابتدا، از گرفتن مالیات جزیه برای افزون شدن نوکیشان مسلمان استفاده کرد که این گروه از مالیات معاف بودند. در منابعی به کشتار و آتش زدن آتشکده‌ها و کشتن موبدان، اشاره شده است. غیرمسلمانان به تدریج به مزایای اقتصادی و امنیتی مسلمانی پی بردند و سرانجام، اسلام در یک روند طولانی به دین غالب در فلات ایران تبدیل گشت؛ با این حال ایرانیان، برخلاف سایر مردم تحت فرمان مسلمانان، توانستند تا از عربی‌سازی اجتناب کرده و بخش‌های مهمی از فرهنگ خود را حفظ کنند.
ریچارد بولیت، اسلام‌شناس آمریکایی، می‌گوید که در پایان دوران اموی (نیمه‌های سده هشتم و حدود ۱۵۰ سال پس از ظهور اسلام) تعداد مسلمانان امپراتوری اسلامی، از ده درصد فراتر نمی‌رفت؛ اما با ظهور عباسیان در میانه سده نهم (۱۰۰ سال پس از ظهور دولت عباسی) این عدد از چهل درصد فراتر رفته بود و حتی در پایان سده یازدهم میلادی، چیزی حدود هشتاد درصد از مردم سرزمین‌های خلافت مسلمان بودند.
دولت‌هایی مانند سامانی — با اینکه کماکان از زبان عربی و دین اسلام پشتیبانی می‌کردند — در زنده‌کردن زبان پارسی نقش مهمی ایفا کردند. سامانیان با ترکیب فرهنگ ایرانی با عناصر اسلامی، فرهنگ تازه‌ای را به وجود آوردند که رفته‌رفته بر تمام جهان ایرانی چیره شد.
ادوراد براون می‌نویسد: «چه بسا تصور کنند که جنگجویان اسلام، اقوام و ممالک مفتوحه را در انتخاب یکی از دو راه مخیر می‌ساختند: اول قرآن و دوم شمشیر؛ ولی این تصور صحیح نیست؛ زیرا گبر و ترسا (مسیحی) و یهود اجازه داشتند که آیین خود را نگاه دارند و فقط مجبور به دادن جزیه بودند و این ترتیب، کاملاً عادلانه بود؛ زیرا اتباع غیرمسلمان از شرکت در غزوات و دادن خمس و زکات که بر امت پیامبر فرض (واجب) بود معاف بودند.»
دوز، مستشرق معروف هلندی، نیز سخن او را تأیید می‌کند و می‌گوید که مهم‌ترین قومی که تغییر دین داد ایرانیانند؛ زیرا آن‌ها بودند که اسلام را نیرومند و استوار کردند، نه عرب.
در توضیح این رویکرد، سید حسین نصر و مرتضی مطهری بر این باورند که در فرایند اسلام‌آوردن ایرانیان، اگر چنین پنداشته شود که ایرانیان نومسلمان زیر «فشار همگانی» ایمان آورده‌اند، راه به جایی نمی‌توان برد و این باور، پاسخی به پرسشِ چرایی پرورش دانشمندان بزرگ اسلامیِ بسیار به‌دست ایرانیان ندارد؛ زیرا می‌توان پذیرفت که ملتی وادار به انجام سبکی از زندگی شود؛ اما نمی‌توان ملتی را ناگزیر به انجام تلاش نوآورانه و ژرف و گسترده در آن سبک زندگی کرد مگر اینکه روش و باورهای زندگی آن ملت از درون، دگرگون شده‌باشد، و این دگرگونی اندیشه و زندگی ایرانیان کار به جایی می‌بَرد که داستان‌هایی دربارهٔ دریاچه‌ها و دیگر موارد در شب نزول قرآن یا به‌دست نیروهای فرازمینی برخی از صحابه، به‌ویژه علی بن ابی‌طالب آورده‌اند، و این‌همه، چنان ژرف بود که حتی با پایان چیرگی سیاسی اعراب بر ایران بی‌ایستایی ادامه یافت و به اوج خود رسید.
در مقابل دیدگاه قبل، در منابعی نوشته شده است که پس از جنگ قادسیه، اعراب اسلام‌گرا از راه اِعمال فشار و در یک روند طولانی اسلامی‌سازی — که با شکنجهٔ زرتشتیان همراه بود — دین اسلام را در ایران گسترش دادند. ویران کردن کتاب‌خانه‌ها، مجازات مالیاتی برای پیروان ادیان دیگر، از بین بردن منابع دین زرتشت و نیز تغییر زبان فارسی به عربی، از اقدامات سخت‌گیرانهٔ عرب‌های اسلام‌گرا در دورهٔ حکمرانی‌شان بود. همچنین از دیدگاه علی میرفطروس نیز حملات اعراب مسلمان به ایران، به ویژه در جنگ مدائن و نبرد جلولا با مقاومت مردم بسیاری از شهرها روبه‌رو شده؛ هر چند همگی سرکوب شدند.

## دوران معاصر

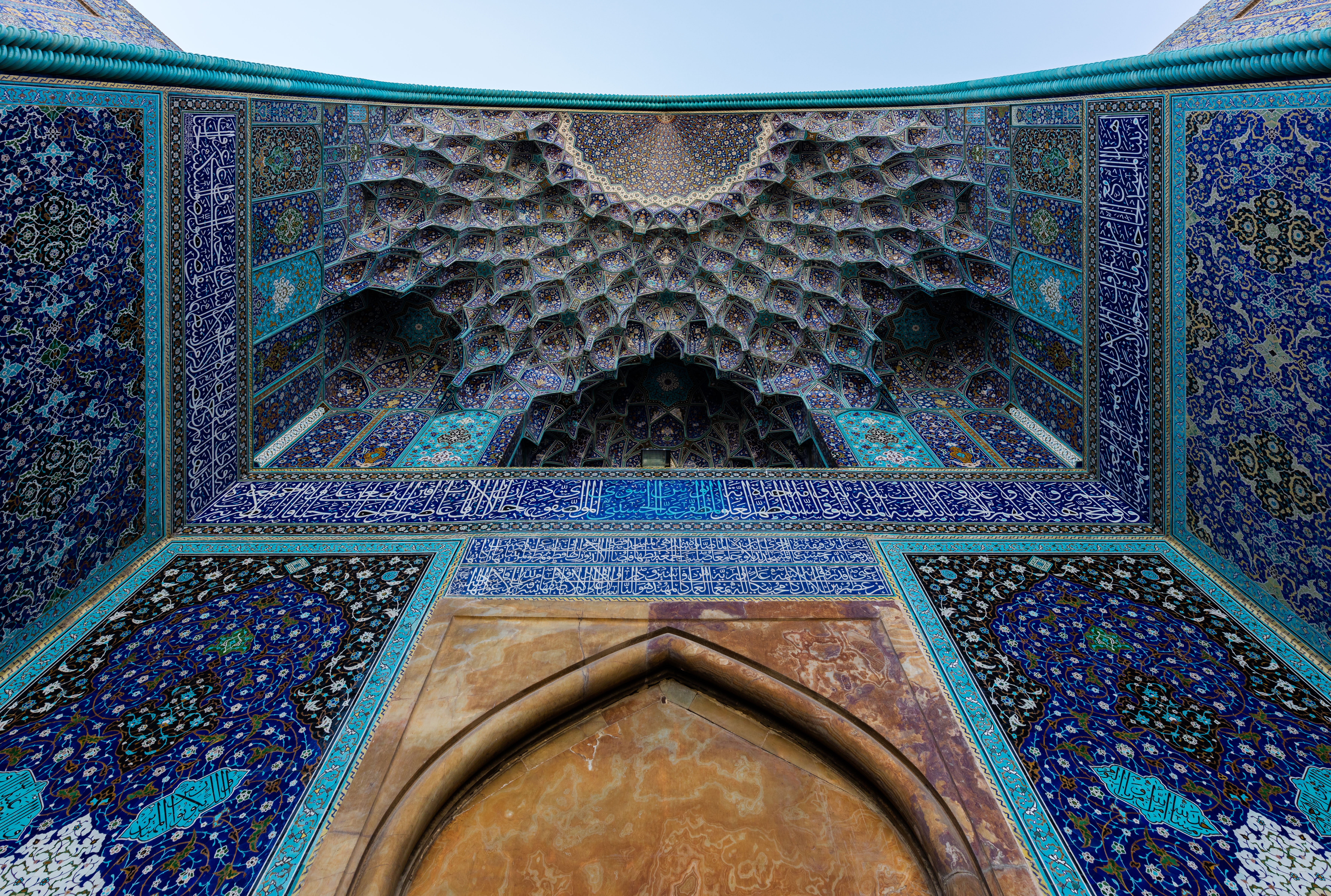
نمایی از مسجد شاه (اصفهان)؛ از مکان‌های مقدس اسلامی ایران

### نادرشاه
نادرشاه خواست تا با بی‌طرفی مذهبی، اهل سنت و عثمانی را راضی نگه دارد و نفوذ علمای شیعه در دولت را کم کند و منابع مالی آن‌ها را محدود کند و به اختلاف مذهبی پایان دهد. تلاش‌های او در این حوزه نتیجه مطلوب نداشت.

### دوره قاجار
در دوران قاجار به تدریج، رویکرد عالمان شیعه با گذر زمان و نیز پیشرفت فقه اصولی، سیاسی‌تر شد و رجال دینی در ماجراهای ضد استعماری مانند نهضت تنباکو و مشروطه خواهی فعال شدند. در همین زمان، بحث ولایت فقیه (مطلقه) از سوی ملا احمد نراقی مطرح شد و حوزه اختیارات ولی فقیه را در همه زمینه‌ها به جز موارد مخالف قرآن و احادیث اعلام کرد.

### دوره پهلوی

#### پهلوی اول
رضا شاه تا قبل از شروع حکومتش در مراسم عزاداری شیعی شرکت می‌کرد و رفتار نسبتاً خوبی با فقیهان داشت. در دوره پهلوی اول، چند سال بعد از تشکیل دولت، رویکرد ضد دین و سکولاریسم در پی گرفته شد؛ از جمله، منع حجاب، ممنوعیت عزاداری در محرم و نیز استخدام روحانیان، بدون لباس روحانیت و با پوشش غربی در ادارات دولتی. اقدامات رضا شاه برای ایجاد یکپارچگی ملی، نارضایتی‌های زیادی در میان اقلیت‌های مذهبی و زبانی پدیدآورد. همچنین مدارس بهائی — که تنها در تهران، بیش از ۱۵۰۰ دانش‌آموز داشت — در سال ۱۳۱۳ به بهانه برگزاری مراسمی به مناسبت سالگرد کشته‌شدن باب تعطیل شد.

#### پهلوی دوم
بعد از شهریور ۱۳۲۰ و تبعید رضا شاه به آفریقای جنوبی، محمدرضاشاه به قدرت رسید. با توجه به حکومت نوپایش او روش پدرش را تغییر داد و لغو ممنوعیت حجاب و واگذاری مدیریت اوقاف به روحانیان و گنجاندن دروس دینی در مدارس انجام شد. در این دوره — که آزادی‌هایی در مملکت بر قرار شد — مردم فرصت دوباره برای احیای سنت‌های از دست‌رفته‌شان را داشتند؛ با توجه به خطر حزب توده و مارکسیست و بهائی‌ها، فقیهان، از جمله، سید حسین طباطبایی بروجردی هم از این وضعیت استقبال می‌کردند. بعد از درگذشت بروجردی، رابطه فقیهان با شاه، به تدریج تیره شد. شاه در اوایل دهه پنجاه، دستور تشکیل سپاه دین را صادر کرد که از مشمولان خدمت وظیفه طلبه و زیر نظر سازمان اوقاف تشکیل می‌شد. روح‌الله خمینی بلافاصله به این موضوع واکنش نشان داد و آن را توطئه‌ای بر ضد دین عنوان کرد. دو گروه انجمن حجتیه و انجمن تبلیغات اسلامی، در دهه ۱۹۶۰ و ۱۹۷۰ میلادی، فعالانه بر ضد بهائیت فعالیت می‌کردند. اسنادی از همدستی انجمن تبلیغات اسلامی با ساواک در سازمان‌دهی فعالیت‌های بهائی‌ستیزانه وجود دارد که از جمله، نظارت گسترده بر بهائیان بود.

### دوره جمهوری اسلامی

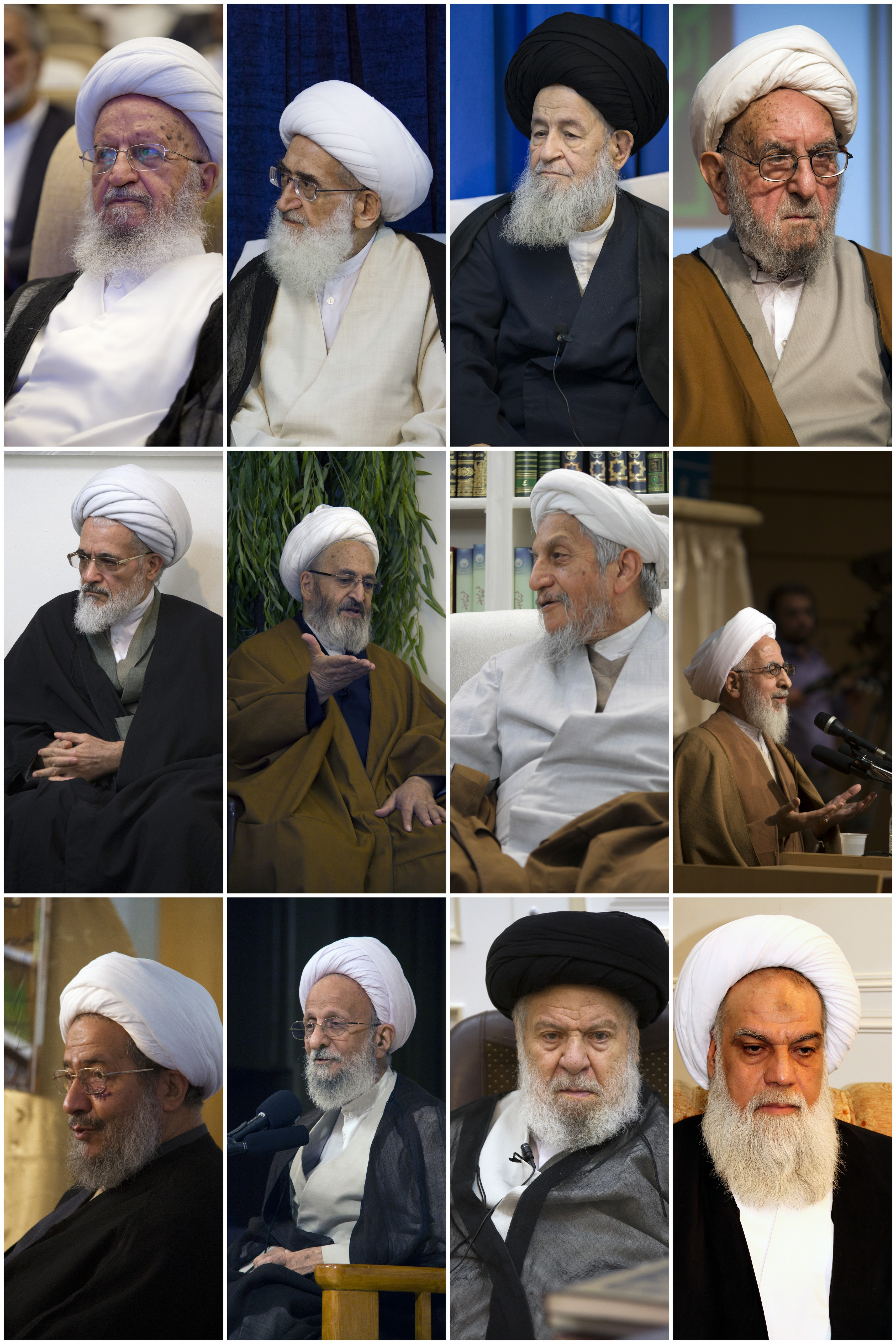
برخی از مراجع تقلید شیعه در ایران

در قانون اساسی جمهوری اسلامی ایران به جز اسلام — که به عنوان دین رسمی کشور معرفی شده — زرتشتی، مسیحیت و یهودیت، ادیان قانونی اعلام شده‌اند.
به گفته بریتانیکا، از مهم‌ترین مباحث تشیع در ایران، نوید بازگشت امام دوازدهم و ادای احترام به پیشوای شهید او است. غیبت امام دوازدهم به‌طور غیرمستقیم در افزایش قدرت روحانیت در ایران نقش داشت. روحانیت شیعهٔ ایران، از زمان انقلاب ۱۳۵۷ تاکنون، نیروی غالب سیاسی و اجتماعی در ایران بوده است. علمای مذهبی به شکل وسیعی در پست‌های مذهبی در ایران شاغل هستند. شیعیان این کشور در موارد بسیاری به عالمان مذهبی متکی هستند و برای اجتناب از گناه، از یک مرجع تقلید، پیروی می‌کنند؛ این امور، قدرت روحانیت در ایران را افزایش داد و نقش آنان را به عنوان میانجی الهی تقویت کرد، آن‌هم به اندازه‌ای که در اسلام سنی و شیعهٔ نخستین وجود نداشت.
به گزارش دویچه وله فارسی، در دوره نظام جمهوری اسلامی ایران به دلیل استفاده از دین برای سرکوب معترضان (و دلایلی دیگر)، دین‌ناباوری، از جمله، اسلام‌ناباوری مانند سونامی در میان جوانان ایرانی افزایش یافته است.
بر پایهٔ سرشماری سال ۱۳۹۰، وضع دین در ایرانِ این سال، این‌گونه بود: ۹۹٫۹۸٪ مسلمان و ۰٫۰۲٪ به دیگر اقلیت‌های به رسمیت شناخته باور دارند؛ همچون: مسیحیت، یهودیت و زرتشت. بر پایهٔ نظرسنجی انجام‌شده توسط مؤسسه جهانی پیمایش ارزش‌ها (WVS)، ۹۶٫۵٪ درصد از ایرانیان خود را مسلمان می‌دانستند؛ هر چند در سال ۱۳۹۹ (۲۰۲۰ م) بر پایهٔ نظرسنجی آنلاینی که مؤسسه گمان («گروه مطالعات افکارسنجی ایرانیان») انجام داد، درصد بسیار کمتری از پاسخگویان (۴۰٪) خود را به‌عنوان مسلمان می‌شناسند که شامل ۳۲٫۲ شیعه، ۵ درصد سنی و ۳٫۲ درصد صوفی می‌شود. به ادعای نیویورک‌مگ، برخی محافل رسانه‌ای و آکادمیک این نظرسنجی و روش آن را فاقد دقت و اعتبار لازم دانسته‌اند.

### اعدام نوکیشان
مطابق قوانین جمهوری اسلامی ایران، کسانی که از دین اسلام روی‌گردان شوند حکمشان اعدام است.

## هنر و دانش در ایران پس از اسلام
در طول چهار قرن پس از سقوط ساسانیان، ایرانیان به تدریج به اسلام گرویدند و بر پایهٔ اعتقادات تازه خود فرهنگی جهانی را شکل دادند که حاصل تلاقی سنت‌های گوناگون بود؛ هنر و معماری اوج گرفت و با ظهور دانشمندان ایرانی مسلمانی همچون: ابن سینا، فارابی، خوارزمی، جابر بن حیان و بعدها خواجه نصیرالدین طوسی، علومی مانند پزشکی، شیمی، ریاضیات و نجوم پیشرفت‌های چشمگیری کرد و زبان فارسی با جذب واژگاه عربی گسترش بی‌نظیر یافت.
همچنین پس از ایجاد وقفه‌ای، فراگیری کتابت از یک سو و درهم‌تنیدگی علوم و فلسفه با شعر در آثار این دانشمندان، ادبیات و موسیقی در ایران توسعه یافت.

## تعداد اماکن اسلامی
طبق آمارنامه مراکز مذهبی، تعداد امکان اسلامی ایران به این شرح است:
| ساختار | مسجد  | مسجد جامع | حسینیه | فاطمیه | زینبیه | امامزاده | درگاه | حوزه علمیه |
| تعداد  | ۴۸۹۸۳ | ۷۸۷۷      | ۱۳۴۴۶  |        |        | ۶۴۶۱     | ۱۳۲۰  |            |

## مسلمانان پیشین

### مسلمانان دین‌ناباور شده

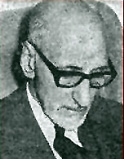
علی دشتی؛ یکی از روشنفکران دین‌ناباور

مسعود انصاری؛ یکی از روشنفکران دین‌ناباور

- احمد ابن راوندی؛ از شک‌گرایان اولیه اسلام.[۵۹]
- محمد زکریا رازی؛ پزشک، فیلسوف و شیمی‌دان ایرانی[۶۰][۶۱]
- میرزا فتحعلی آخوندزاده؛ روشنفکر و نمایش‌نامه‌نویس قرن ۱۹ آذربایجان و ایران.[۶۲]
- مسعود انصاری؛ نویسنده، مترجم، روشنگر، پژوهشگر….[۶۳]
- میرزا آقاخان کرمانی؛ نویسنده، روشنگر، کنشگر سیاسی….[۶۴]
- علی دشتی؛ روحانی پیشین شیعه، نویسنده، ادیب، پژوهشگر، سیاستمدار.[۶۵]
- فرود فولادوند؛ بازیگر، صداپیشه، کنشگر سیاسی، روشنگر.
- مینا احدی؛ صلح‌گرای ایرانی، بنیان‌گذار سازمان مرتدان در آلمان به نام شورای مرکزی مسلمانان سابق.[۶۶]
- رضا فاضلی؛ کارگردان، بازیگر، مجری، کنشگر سیاسی، روشنگر.
- افشین الیان؛ استاد حقوق و فیلسوف ایرانی.[۶۷]
- سُها؛ روحانی پیشین شیعه، نویسنده و پژوهشگر.[۶۸]
- لطف‌الله روزبهانی؛ نویسنده و پژوهنده.[۶۹][۷۰]
- شجاع‌الدین شفا؛ نویسنده، مترجم و پژوهشگر.[۷۱]
- آرامش دوستدار؛ فیلسوف، نویسنده و روشنفکر.[۷۲]
- شاهین نجفی؛ خواننده، ترانه‌سرا و آهنگساز ایرانی ساکن کانادا.

### مسلمانان مسیحی شده
- مارینا نعمت؛ نویسنده کانادایی و زندانی سیاسی سابق جمهوری اسلامی ایران.[۷۳]
- مهدی دیباج؛ مسلمان پیشین، ایرانی مسیحی‌شده و دست‌یافته به درجه اسقفی، جزو کشتگان برنامه قتل‌های زنجیره‌ای.
- قربان دردی تورانی؛ مسلمان‌زاده سنی ایرانی که بارها تهدید به قتل شد. سرانجام در نوامبر ۲۰۰۵ کشته شد.[۷۴]
- یوسف ندرخانی؛ کشیش مسیحی ایرانی که به دلیل تغییر دین محکوم به مرگ شد.[۷۵]
- علی سینا؛
- میرزا کاظم بیگ (الکساندر قاسمویچ کاظم بک)؛ خاورشناس، تاریخ‌نگار و واژه‌شناس (فیلولوژیست) آذری.[۷۶]
- اروج بیگ بیات؛ شخصیت اواخر قرن ۱۶ در ایران و اسپانیا.[۷۷]
- ثریا اسفندیاری (دومین همسر محمدرضا پهلوی)؛
- شمس پهلوی (دختر رضاشاه و خواهر محمدرضا پهلوی).[۷۸]